# David Chipperfield
Sir David Alan Chipperfield (Londra, 18 dicembre 1953) è un architetto britannico.

## Biografia
Nasce a Londra nel 1953. Frequenta l'Architectural Association di Londra ove consegue il diploma di architettura nel 1977. Inizia successivamente a lavorare negli studi di Richard Rogers e Norman Foster.
Nel 1984 fonda il David Chipperfield Architects a Londra, al quale si sono aggiunte le sedi di Tokyo (1987), Milano, Berlino e Shanghai. Nel 1985 è un membro fondatore della 9H Gallery, mentre negli anni a seguire assume una serie di incarichi volti alla progettazione d'interni. Nel 1987, l'apertura dello studio di Tokyo gli permette di ottenere l'incarico per il Gotoh Provate Museum nella prefettura di Chiba (Giappone, 1987-1992), il Design Center a Kyoto (Giappone, 1989-1991), e la sede della Compagnia Matsumoto ad Okyama (Giappone, 1990-1992).
Successivamente progettò il River and Rowing Museum, inaugurato nel 1998 e vincitore di vari premi, che lo portò sulla ribalta dell'architettura contemporanea.
Tra i numerosi riconoscimenti internazionali conseguiti, ha ricevuto nel 1999 la Medaglia d'Oro Heinrich Tessenow. Nel 2004 è stato fatto Commendatore dell'Ordine dell'Impero Britannico (CBE) per i suoi meriti in campo architettonico e dal 2003 è membro onorario dell'Accademia delle Arti del Disegno di Firenze. Nel 2012 riceve il Premio Piranesi Prix de Rome alla Carriera.
È stato insignito del titolo di cavaliere del Regno Unito nel 2010 per i successi conseguiti nel campo dell'architettura. Ha ricevuto il premio Wolf per le arti sempre nel 2010 e la Medaglia d'Oro del Royal Institute of British Architects nel 2011.

## Uso del calcestruzzo nell'opera di David Chipperfield
David Chipperfield ha impiegato il calcestruzzo come materiale chiave nella sua produzione architettonica, valorizzandolo non solo per le sue qualità strutturali, ma anche come elemento espressivo e simbolico. Nel corso della sua carriera, l'uso del calcestruzzo ha subito un'evoluzione significativa, passando da un linguaggio influenzato dall'architettura giapponese a un'espressione più monumentale e attenta ai temi della sostenibilità.
Tra il 1988 e il 1992, ha realizzato tre progetti significativi in Giappone: il Toyota Auto a Kyoto, il Museo Gotoh a Chiba e la sede centrale della Matsumoto Corporation a Okayama. Questi edifici si distinguono per l'uso del cemento armato faccia a vista, segnando un allontanamento dalla dimensione più intima dei suoi primi lavori londinesi. Le opere giapponesi riflettono fortemente l'influenza di Tadao Ando, sia nell’approccio alla materia sia nella composizione spaziale. Chipperfield ha esplorato combinazioni di solidi geometrici, proporzioni rigorose e allineamenti precisi, impiegando l'espressività tettonica di muri in cemento per creare architetture che evocano composizioni statiche simili a nature morte.
In particolare, le superfici del Gotoh Museum presentano una divisione in pannelli realizzati con cemento armato faccia a vista, sui quali sono presenti 4 fori disposti su due file. Il materiale appare lavorato con precisione, per ottenere superfici lisce e regolari.
Nelle opere successive, come il Museum of Modern Literature a Marbach (2006) e l’ampliamento della Kunsthaus Zürich (2020), l’uso del calcestruzzo assume caratteristiche differenti. Il materiale è impiegato in modo più esplicito e monumentale, con superfici che presentano una texture più materica e meno levigata, talvolta con presenza di bolle d’aria e grana visibile.

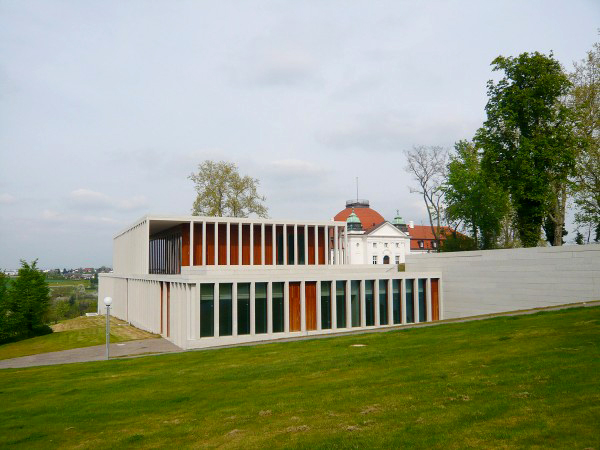
Museo di Letteratura Moderna

Il Museum of Modern Literature, completato nel 2006 nella cittadina tedesca di Marbach am Neckar, rappresenta una tappa importante nell'evoluzione del linguaggio architettonico di Chipperfield. L'edificio si articola in una sequenza di terrazze che collegano armoniosamente il parco circostante al piazzale del Museo Schiller. Le facciate sono contraddistinte da sottili supporti in cemento a vista, privi di capitelli o basi, che conferiscono all'edificio un'aura monumentale. All'interno, pareti e soffitti sono realizzati in cemento gettato in opera, mentre la struttura è sostenuta da travi in cemento armato a sbalzo. Il calcare è utilizzato sia per i pavimenti sia come aggregato nei pannelli prefabbricati in calcestruzzo sabbiato, contribuendo alla coerenza materica dell'opera. L'uso del calcestruzzo in questo contesto esprime la volontà di conferire all'edificio una forte presenza fisica e una sensazione di permanenza, in linea con l'obiettivo di conservare e tramandare il patrimonio letterario.

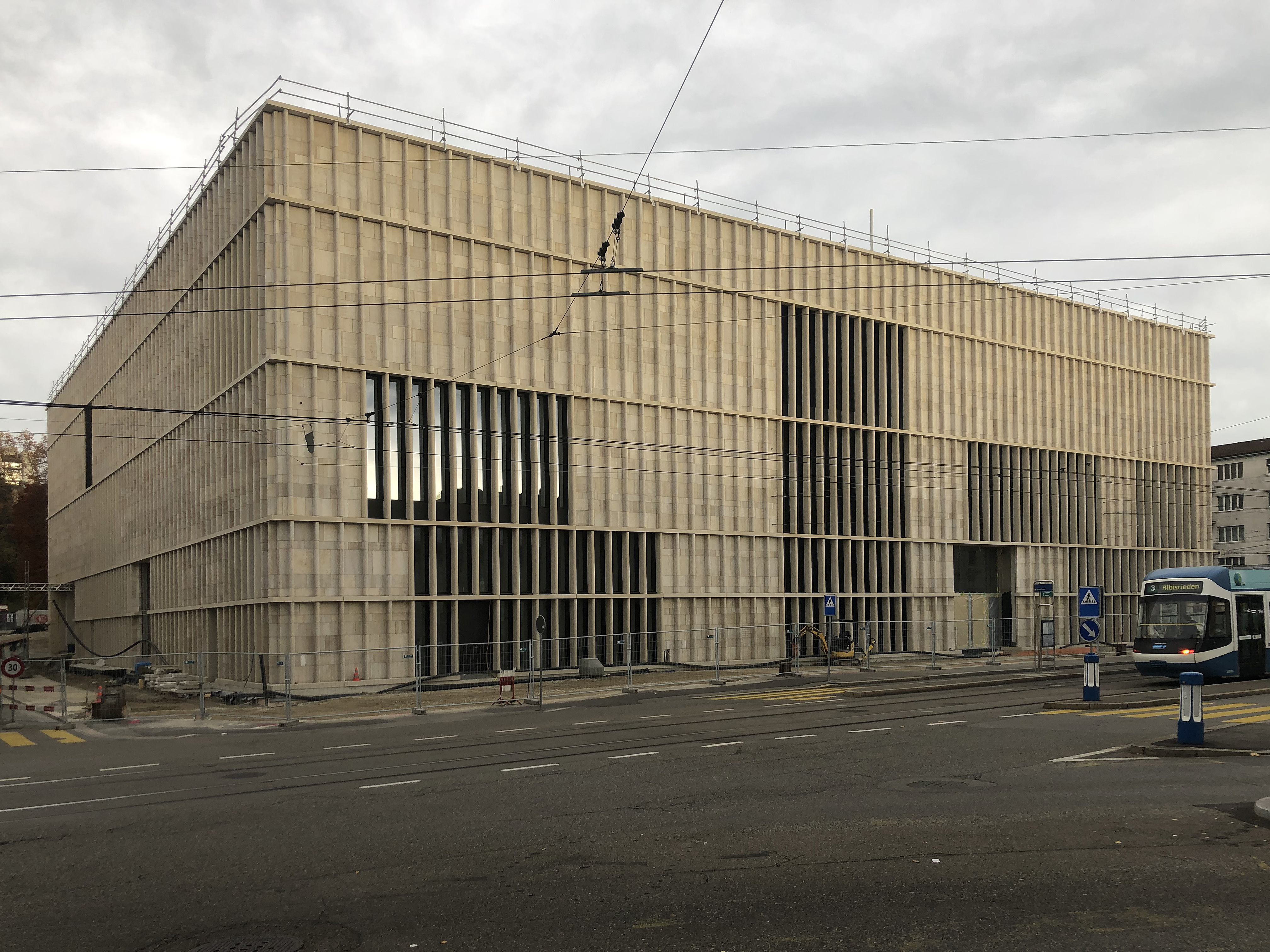
Zurich Kunsthaus

L’ampliamento del Kunsthaus Zürich, concluso nel 2020, testimonia l’ulteriore evoluzione dell’approccio di Chipperfield al calcestruzzo, con una crescente attenzione agli aspetti ambientali. La struttura dell’edificio presenta pareti e soffitti in cemento faccia a vista che svolgono un ruolo sia portante che estetico, contribuendo all’identità visiva dell’intervento. In linea con gli obiettivi di sostenibilità, oltre il 90% del calcestruzzo utilizzato è riciclato, con un cemento a basse emissioni di CO₂. L'elevata massa della costruzione, unita a un eccellente isolamento termico, garantisce un clima interno stabile, riducendo il consumo energetico e l'impatto ambientale complessivo. Questo progetto dimostra come la materia possa coniugare esigenze estetiche, strutturali e sostenibili in un linguaggio coerente.
Alcuni principi restano costanti nell'approccio di Chipperfield: il calcestruzzo viene utilizzato nella sua espressività materica, con superfici a vista che diventano parte integrante dell’identità architettonica; le forme sono improntate a una geometria rigorosa, basata su proporzioni pure e volumi essenziali; il materiale funge da elemento di mediazione tra edificio e contesto, instaurando un rapporto di continuità con il paesaggio o il tessuto urbano; infine, la durabilità del calcestruzzo è concepita come garanzia di permanenza e resistenza nel tempo.

### Progetti
Elenco delle opere realizzate
- 1983: Private House [interior], Londra, Regno Unito
- 1985:
  - Issey Miyake Sloane Street, Londra, Regno Unito
  - Mews studio, Londra, Regno Unito
  - Private Apartment, Londra, Regno Unito
- 1986:
  - Courthauld Showroom, Londra, Regno Unito
  - Equipment Rue d'Argout Etienne Marcel, Paris, Francia
  - Issey Miyake Permanente: 5 cities, Giappone
  - Private House Restoration, Chilgrove West Sussex, Regno Unito
  - Sound Studios, Londra, Regno Unito
- 1987:
  - Architectural Press Exhibition Stand Interbuild, Birmingham, Regno Unito
  - Arnolfini Gallery, Bristol, Regno Unito
  - Bingo Bango Bongo Disco, Roppongi, Giappone
  - Hanna olin office, Filadelfia, Stati Uniti
  - Office Building, Londra, Regno Unito
- 1988:
  - Palais de Congress, Nantes, Francia
  - Wilson & Gough, Londra, Regno Unito
- 1989:
  - Agar Grove Studios Camden, Londra, Regno Unito
  - Draper HOuse and Pavilion, Londra, Regno Unito
  - Fabian Carlsson Gallery Bond Street, Londra, Regno Unito
  - Private House in Richmond, Surrey, Regno Unito
- 1990:
  - Equipment Lyon, Tolosa e Lilla, Francia
  - Kenzo Brook Street, Londra, Regno Unito
  - Light Industrial Units Southern Row, Londra, Regno Unito
  - Private House, Londra, Regno Unito
  - Toyota Auto, Kyoto, Giappone
- 1991:
  - Betty Jackson Shop, Londra, Regno Unito
  - Equipment Blvd. St. Germain, Parigi, Francia
  - Equipment Brook Street, Londra, Regno Unito
  - Equipment Store concessions, Giappone, Londra, Paris
  - Gotoh Private House, Chiba, Giappone
  - Joseph Warehouse, Londra, Regno Unito
  - Sara Sturgeon Shop, Londra, Regno Unito
  - Screenprinting Studio, Londra, Regno Unito
  - Virgin Records reception Harrow Road, Londra, Regno Unito
- 1992:
  - Equipment Sloane Street, Londra, Regno Unito
  - Joseph Rue du Cherche, Paris, Francia
  - Matsumoto Corporation Headquarters, Okayama, Giappone
  - Private Apartment, Parigi, Francia
- 1993:
  - Chatters Fashion Showroom, Londra, Regno Unito
  - Equipment, Istanbul, Turchia
  - Natural History Museum Central Hall, Londra, Regno Unito
  - Natural History Museum Plant Gallery South Kensington, Londra, Regno Unito
  - Nursery, Private Residence, Londra, Regno Unito
  - Private House, Boston, Stati Uniti
  - Private House in Morning Place, Londra, Regno Unito
- 1994:
  - Interlubke Furniture, Germania
  - Joseph Sloane Street, Londra, Regno Unito
  - Joseph Concession - Liberty and Simpson, Londra, Regno Unito
  - Olivetti Hypo-Bank Theoretical Project, Italia
- 1995:
  - Equipment, Hong Kong
  - First Church of Christ Scientist Richmond, Surrey, Regno Unito
  - Joe's Café, Londra, Regno Unito
  - Joseph Old Bond Street, Londra, Regno Unito
  - Wagamama Restaurant, Londra, Regno Unito
- 1996:
  - Ceramics for Slegten & Toegemann, Belgio
  - Equipment, New York, Stati Uniti
  - Equipment, Tokyo, Giappone
  - Equipment Seibu Shibuya, Tokyo, Giappone
  - Faggionato Fine Art Gallery, Londra, Regno Unito
  - L'Express Sloane Street, Londra, Regno Unito
  - Munich Tourist Office, Monaco di Baviera, Germania
  - Phaidon Stand Frankfurt Book Fair, Germania
  - Private Apartment, Londra, Regno Unito
  - Private Apartments, Londra, Regno Unito
  - Private House, Berlino, Germania
- 1997:
  - Aalemannkanal Housing, Berlino, Germania
  - Adolf Wurth Art Gallery Schwabisch Hall, Germania
  - Circus Restaurant, Londra, Regno Unito
  - Cornerhoue Art Centre, Manchester, Regno Unito
  - Joseph Menswear Sloane Avenue, Londra, Regno Unito
  - Kaistrasse Studios, Dusseldorf, Germania
  - River and Rowing Museum, Henley-on-Thames, Regno Unito
- 1999:
  - Cittadella giudiziaria di Salerno, Italia
  - Abaco Light by Fontana Arte, Italia
  - Dolce & Gabbana Porto Cervo, Italia
  - Dolce & Gabbana Old Bond Street, Londra, Regno Unito
  - Dolce & Gabbana Menswear, Milano, Italia
  - Dolce & Gabbana Corso Venezia, Milano, Italia
  - Mirror Chair for B&B, Italia
  - Private Apartment in Kensington, Londra, Regno Unito
  - Upholsteres Furniture for Hitch Mylius, Regno Unito
  - Vitra Showroom, Londra, Regno Unito
- 2000:
  - Brassware for Czech & Speake, Regno Unito
  - Dolce & Gabbana Sloane Street, Londra, Regno Unito
  - Dolce & Gabbana, Zurigo, Svizzera
  - Dolce & Gabbana, Los Angeles, Stati Uniti
  - Dolce & Gabbana Concession, Taiwan
  - Dolce & Gabbana Menswear, Los Angeles, Stati Uniti
  - Dolce & Gabbana Via della Spiga, Milano, Italia
  - Grassimuseum Leipzig, Germania
  - Galleria Nazionale d'Arte Moderna e Contemporanea, Roma, Italia
  - Private Apartment om Park Lane, Londra, Regno Unito
  - Private Offices, Lever House, New York, Stati Uniti
- 2001:
  - Bliss Spa, Londra, Regno Unito
  - Bryant Park Hotel, New York, Stati Uniti
  - Dolce & Gabbana, Mosca, Russia
  - Ernsting Service Centre, Coesfeld-Lette, Germania
  - Hugh Lane Municipal Gallery, Dublino, Irlanda
  - Landeszentralbank Headquarters, Gera, Germania
  - Museum of Modern Art, Bolzano, Italia
  - Pasquale Bruni Showroom, Milano, Italia
  - Private House, Londra, Regno Unito
  - Private House in Richmond, Surrey, Regno Unito
  - The Shore Club Hotel Beach, Miami, Stati Uniti
- 2002:
  - Air Frame Furniture Range for Cassina IXC, Giappone
  - DC Duemiladue for Valli & Valli, Italia
  - Dolce & Gabbana, New York, Stati Uniti
  - Dolce & Gabbana, Paris, Francia
  - Moscow Shopping Village, Mosca, Russia
  - Private House in Corrubedo, Galizia, Spagna
  - Tea and Coffee Set for Alessi, Italia
- 2003:
  - Fountain Leipzig, Germania
  - Gormley Studio, Londra, Regno Unito
  - Private House, Francoforte sul Meno, Germania
  - Teruel Urban Development, Teruel, Spagna
- 2004:
  - Dolce & Gabbana, Monaco di Baviera, Germania
  - Fridrichstrasse 126, Berlino, Germania
  - Parkside Apartments, Berlino, Germania
  - Private House in Manhattan, New York, Stati Uniti

- 2005:

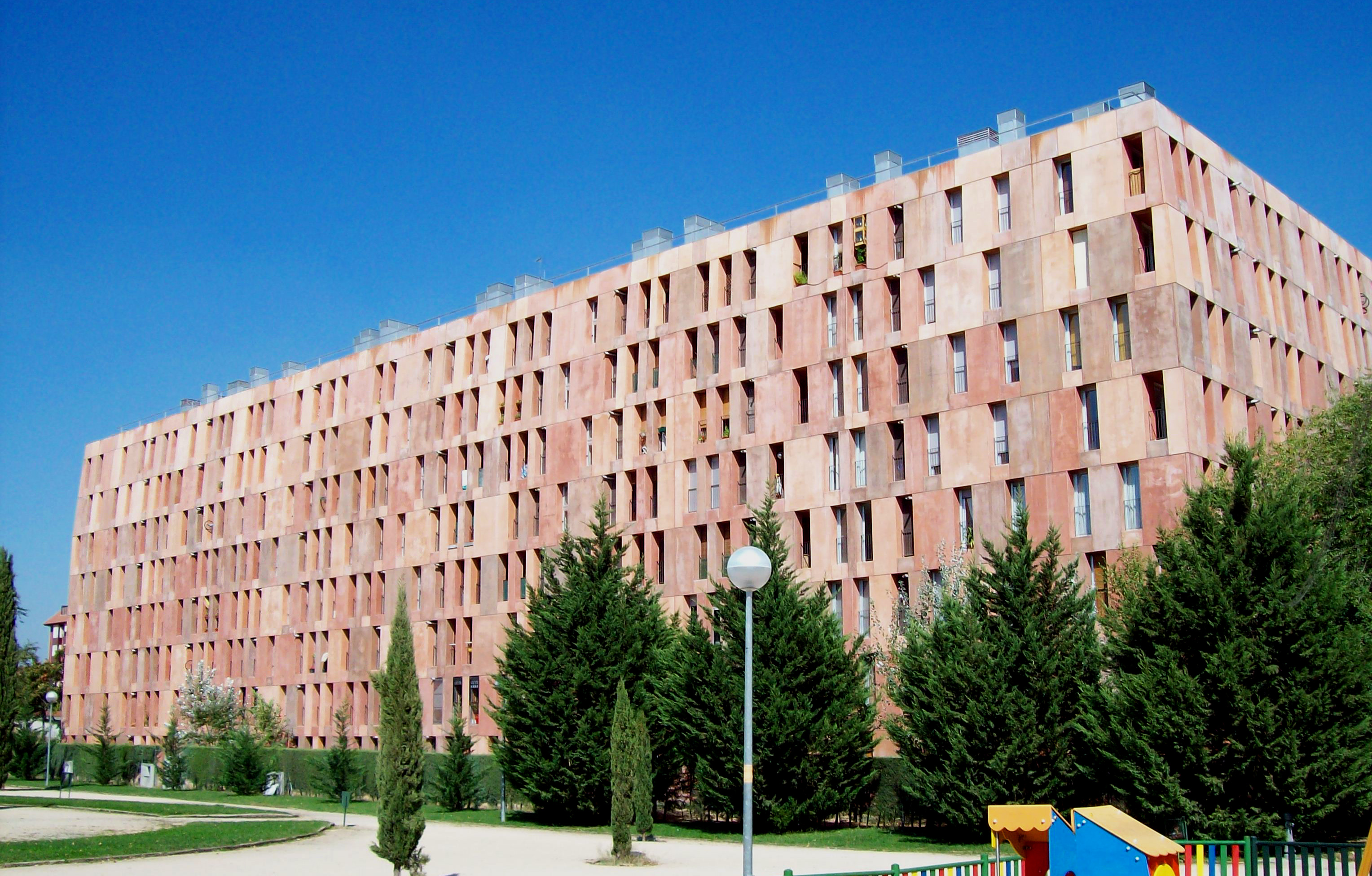
Abitazione a Madrid (Spagna), 2005.

  - Corrubedo Lamp for Fontana Arte, Italia
  - Figge Art Museum, Davenport, Stati Uniti
  - Hotel Beaumont, Maastricht, Paesi Bassi
  - Hotel Puerta America, Madrid, Spagna
  - Abitazione a Villaverde, Madrid, Spagna
  - Hupla for Alessi, Italia
  - Pantaenius House, Hamburgo, Germania
  - Private Apartment, Berlino, Germania
  - Rena Lange Store Concept, Francoforte sul Meno / Monaco di Baviera, Germania
  - Slot Lamp for Fontana Arte, Italia
  - Solid for Artemide, Italia
  - White and Silver for Ideal Standard, Regno Unito
- 2006:
  - Almere Blok 2, Paesi Bassi
  - America's Cup Building 'Veles e Vents', Valencia, Spagna
  - BBC Scotland at Pacific Quay, Glasgow, Regno Unito
  - Cantera Masterplan Estepona, Spagna
  - Des Moines Public Library, Des Moines, Stati Uniti
  - Freshfield Bruckhaus Deringer, Amsterdam, Paesi Bassi
  - Koenig Books Charing Cross Road, Londra
  - Museo di letteratura moderna, Marbach am Neckar, Germania
- 2007:
  - Am Kupfergraben 10, Berlino, Germania
  - Empire Riverside Hotel, Amburgo, Germania
  - Grossfeld Cloche D'or, Lussemburgo
  - HM93 Sofa for Hitch Mylius, Regno Unito
  - Liangzhu Museum, Liangzhu Cultural Village, Cina
  - Penn Museum Masterplan, Filadelfia, Stati Uniti
  - Private House in Port Isaac, Cornwall, Regno Unito
  - Rena Lange Headquarters, Monaco di Baviera, Germania
- 2008:
  - 1004 Door Handle range for FSB, Germania
  - Arcos Lighting Range for Zumtobel, Austria / Germania
  - Bailujun Residential District, Liangzhu Cultural Village, China
  - Campus Audiovisual, Barcellona, Spagna
  - Kivik Art Centre Pavilion, Kivik, Spagna
  - MW Orthopaedic Centre, Monaco di Baviera, Germania
  - Ninetree Village, Hangzhou, China
  - Posa Seating Range for B&B Italia, Italia
  - Private House, Hamburgo, Germania
- 2009:
  - Anchorage Museum at Rasmuson Centre, Anchorage, Stati Uniti
  - Ciutat de la Justícia de Barcelona i l'Hospitalet de Llobregat, Barcellona, Spagna
  - Mass Storage for Cassina IXC, Giappone
  - Neues Museum, Berlino, Germania
  - Private House in Deurle, Sint-Martens-Latem, Belgio
  - Santiago Cuterly for Alessi, Italia
  - Tonale Tableware for Alessi, Italia
  - Townhouse O-10, Berlino, Germania
- 2010:
  - Kaufhaus Tyrol Department Store, Innsbruck, Austria
  - Museum Folkwang, Essen, Germania
  - Bookshelf per Riva 1920, Italia
- 2012:
  - Valentino Boutique Via Montenapoleone, Milano, Italia
- 2015:
  - Museo delle Culture (MUDEC), Milano, Italia
- 2018:
  - James-Simon-Galerie, Berlino, Germania